# Tabinje
Tabinje (lat. Phycidae), porodica morskih riba iz reda bakalarki. Sastoji se od dva roda s ukupno 11 vrsta
Tabinje provode dan u dubinama špilja a noću izlaze u potragu za hranom. 
Raširene su po Atlantiku. U Hrvatskoj žive dvije vrste tabinja bjelica (Phycis blennoides) i tabinja mrkulja (Phycis phycis). 

## Vrste
1. Phycis blennoides (Brünnich, 1768)
2. Phycis chesteri Goode & Bean, 1878
3. Phycis phycis (Linnaeus, 1766)
4. Urophycis brasiliensis (Kaup, 1858)
5. Urophycis chuss (Walbaum, 1792)
6. Urophycis cirrata (Goode & Bean, 1896)
7. Urophycis earllii (Bean, 1880)
8. Urophycis floridana (Bean & Dresel, 1884)
9. Urophycis mystacea Miranda Ribeiro, 1903
10. Urophycis regia (Walbaum, 1792)
11. Urophycis tenuis (Mitchill, 1814)